# Graford (Texas)
Graford es una ciudad ubicada en el condado de Palo Pinto en el estado estadounidense de Texas. En el Censo de 2010 tenía una población de 584 habitantes y una densidad poblacional de 314,04 personas por km².

## Geografía
Graford se encuentra ubicada en las coordenadas 32°56′15″N 98°14′51″O / 32.93750, -98.24750. Según la Oficina del Censo de los Estados Unidos, Graford tiene una superficie total de 1.86 km², de la cual 1.86 km² corresponden a tierra firme y (0%) 0 km² es agua.

## Demografía
Según el censo de 2010, había 584 personas residiendo en Graford. La densidad de población era de 314,04 hab./km². De los 584 habitantes, Graford estaba compuesto por el 91.1% blancos, el 0.68% eran afroamericanos, el 1.2% eran amerindios, el 0.17% eran asiáticos, el 0.17% eran isleños del Pacífico, el 2.74% eran de otras razas y el 3.94% pertenecían a dos o más razas. Del total de la población el 9.59% eran hispanos o latinos de cualquier raza.